# Döbeln (opera)
Döbeln is een opera gecomponeerd door de Fin Sebastian Fagerlund. Het was zijn eerste opera.
De opera werd geschreven op verzoek van Kokkolan Ooppera (Opera van Kokkola). Zij voerde(n) dan ook deze opera het eerst uit en wel op 25 juli 2009 tijdens een muziekfestival in Kokkola. Daarna kwamen er nog voorstellingen in bijvoorbeeld Turku en Stockholm. Hoofdpersoon in de opera is Georg Carl von Döbeln, een Zweedse generaal die een rol had in de Finse Oorlog, tussen Zweden en Rusland (1808-1809). Het libretto van Jusa Peltoniemi gaat echter terug naar de dag dat Döbeln een hoofdwond opliep in de Slag bij Porrassalmi tijdens de Russisch-Zweedse Oorlog (1788-1790). Hij belandde op de operatietafel.  Het verhaal laat de dromen zien die de toen nog luitenant Döbeln onder invloed van de opiaten kreeg.
De opera is deels in het Zweeds als Fins geschreven, de talen zijn over de diverse rollen verdeeld. Daarnaast is zij geschreven voor een klein opera-ensemble, waarbij het aantal solisten al naargelang de behoeften of mogelijkheden beperkt dan wel uitgebreid kan worden. Opvallend vond men destijds dat de hoofdpersoon zowel door een man als door een vrouw vertolkt wordt. In de visioenen is een vrouwenstem voorgeschreven, als hij "nuchter" is, is een mannenstem voorgeschreven. De solisten/orkestbezetting is:
- 2 sopranen, 1 tenor, 1 bariton, 1 bas
- 1 dwarsfluit, 2 klarinetten, 1 fagot
- 1 hoorn, 1 trompet, 1 trombone
- 2 man/vrouw percussie, piano
- 8 eersten violen, 7 tweede, 6 altviolen, 5 celli, 4 contrabassen